# Rostsidig tangara
Rostsidig tangara (Poospizopsis hypochondria) är en fågel i familjen tangaror inom ordningen tättingar. Den förekommer i buskskogar i Anderna i västra Bolivia och nordvästra Argentina. Beståndet anses vara livskraftigt.

## Utseende
Rostsidig tangara är en liten finkliknande fågel. Undersidan är grå och vitaktig, med rostrött på sidor och flanker hos hanen och på nedre delen av buken hos honan. Liknande boliviatangaran har rostrött över bröstet.

## Utbredning och systematik
Rostsidig tangara delas in i två underarter med följande utbredning:
- Poospizopsis hypochondria hypochondria – förekommer i Anderna i västra Bolivia (La Paz och Cochabamba)
- Poospizopsis hypochondria affinis – förekommer i Anderna i nordvästra Argentina (Jujuy till Mendoza)

### Släktestillhörighet
Tidigare placerades den i släktet Poospiza. Genetiska studier visar dock att släktet är kraftigt parafyletiskt gentemot exempelvis Hemispingus och Thlypopsis. Rostsidig tangara och dess nära släkting gråsidig tangara har därför lyfts ut till det egna släktet Poospizopsis.

### Familjetillhörighet
Liksom andra finkliknande tangaror placerades denna art tidigare i familjen Emberizidae. Genetiska studier visar dock att den är en del av tangarorna.

## Levnadssätt
Arten hittas i halvtorra bergsskogar. Den föredrar buskartad vegetation, inklusive öppna Polylepis-skogar. Där ses den ofta i flockar med andra arter.

## Status
Arten har ett stort utbredningsområde och beståndet anses stabilt. Internationella naturvårdsunionen IUCN listar den därför som livskraftig (LC).